# Þormóður Torfason
Þormóður Torfason (latinisiert Thormod(us) Torfaeus; * 27. Maijul. / 6. Juni 1636greg. auf Engey, Königreich Dänemark; † 31. Januar 1719) war ein isländischer Historiker. Er lebte in Kopervik auf Karmøy in Norwegen. Þormóður war der erste neuzeitliche königlich-dänische Historiker. Er sammelte mittelalterliche Texte und übersetzte isländische Manuskripte ins Dänische.

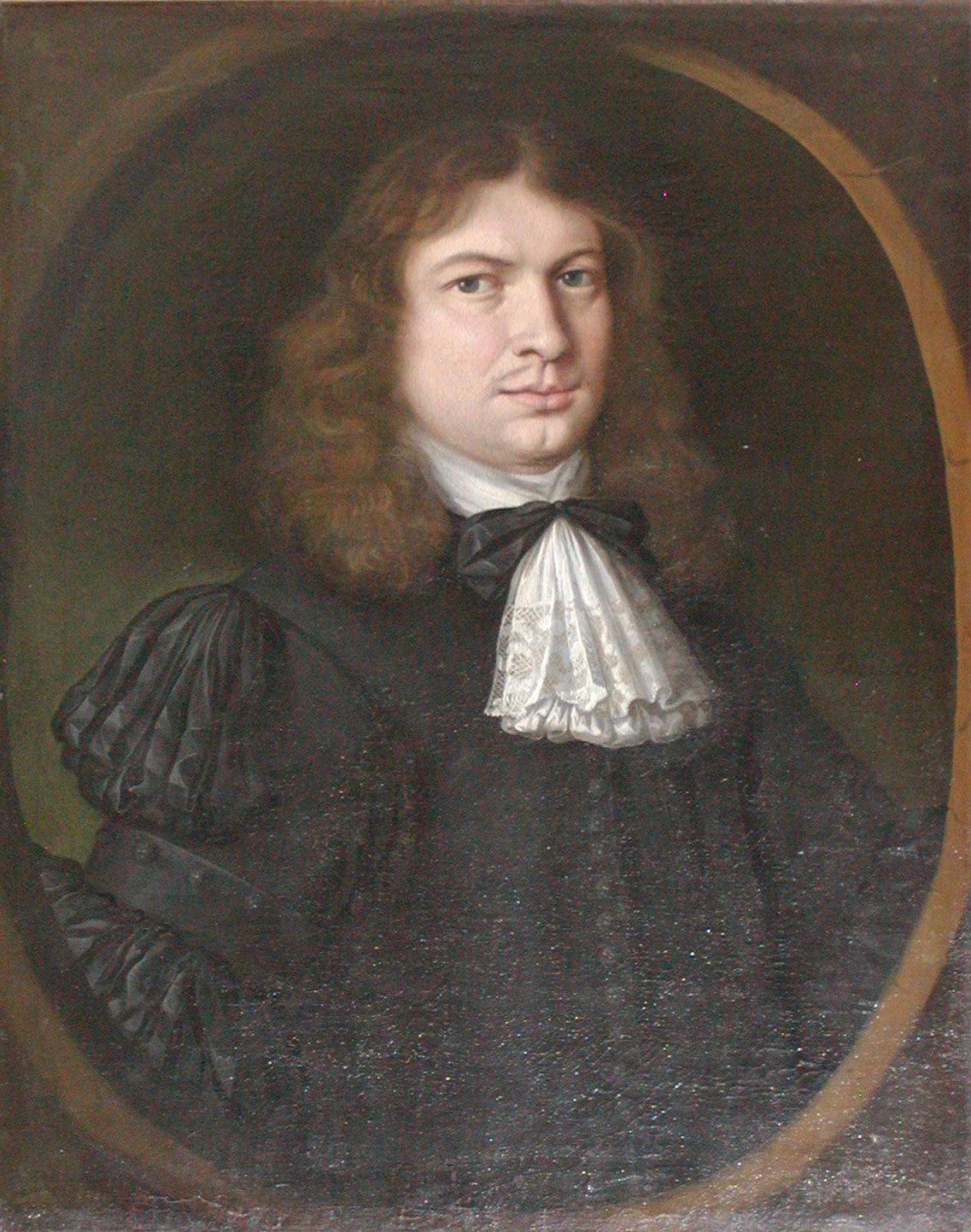
Þormóður Torfason

## Leben
Þormóður wurde 1636 auf Engey in Island geboren. Er studierte an der Universität in Kopenhagen. Im Jahre 1660 wurde er zum königlichen Übersetzer alter isländischer Manuskripte berufen. Mit Schreiben vom 17. Mai 1662 beauftragte ihn der König, in Island alte Manuskripte zu sammeln. 1664 ernannte ihn König Friedrich III. zum Amtsschreiber des Verwaltungsbezirks Stavanger und 1682 zum königlichen Historiker für Norwegen. 
1665 heiratete er Anna Stangeland aus Kopervik, die aus einer Stavanger Familie stammte und dort Güter besaß. Die Ehe blieb kinderlos, aber Þormóður hatte viele außereheliche Kinder. 
Er war ein streitbarer Mann. Nach einem Schiffbruch bei Skagen im Jahre 1671 kam er in einem Wirtshaus in Streit mit einem Gast und tötete ihn mit seinem Degen. Dafür wurde er zum Tode verurteilt. Da es sich offenbar um Notwehr handelte, wurde er vom dänischen Obersten Gerichtshof begnadigt. Er engagierte sich aber auch für andere Menschen und verhinderte unter anderem, dass eine norwegische Frau als Hexe verbrannt wurde.
Sein Grab befindet sich unter dem Chor der Olavskirche in Avaldsnes auf Karmøy.

## Der Historiker
1705 veröffentlichte er die Historia Vinlandiae antiquae, 1706 die Gronlandia antiqua und 1711 die Historia rerum Norvegicarum, die die Zeit vom Anfang bis ins Jahr 1387 umfasste. Ihr Schwerpunkt liegt in der Zeit des frühen Mittelalters. Er hatte viele Manuskripte aus dem Mittelalter, insbesondere die alten Sagas zur Verfügung und benutzte sie als Erster als Quellenmaterial. Daraus schuf er einen zusammenhängenden lateinischen Text. Außerdem verfasste er eine Vielzahl lateinischer Geschichtswerke sowohl über das Mittelalter als auch über die neuere Zeit. So wurden seine Untersuchungen einem breiten Leserkreis in Europa bekannt. Alles, was im folgenden Jahrhundert über norwegische Geschichte geschrieben worden ist, ging im Wesentlichen auf seine Arbeiten zurück. Von ihm stammt auch eine Geschichte über die Färöer und die Orkneys.
In der skandinavischen Geschichtsschreibung gilt Þormóður Torfason als Begründer der sogenannten Isländischen Schule, die isländische Sagas als historische Quellen heranzog, freilich nicht nur für die Besiedlung Islands und die unmittelbar vorhergehende Zeit, sondern auch für die skandinavische Vorgeschichte.
Die Einbeziehung der Sagas basierte auf Þormóðurs Kritik an den Quellen seines berühmten Vorgängers Saxo Grammaticus zu dessen Geschichtswerk Gesta Danorum. Die Heldengesänge, auf die sich Saxo beziehe, seien in der von ihm wiedergegebenen Form nicht vorhanden, die Runensteininschriften verstümmelt und schwer zu interpretieren, sodass die erste Hälfte der Gesta keinen Glauben verdiene. Er stellte eine Liste der skandinavischen Könige auf, die mit Odin und dessen Sohn Skiold beginnt, die wenige Jahre vor Christi Geburt regiert haben sollen. Die Herrscher, die Saxo vor dieser Zeit nennt, verwirft er, und auch unter den Herrschern nach Christi Geburt nimmt er zahlreiche Umstellungen und Streichungen vor.
In seinem Werk vertritt Þormóður Torfason eine unverhüllt norwegische Sichtweise zu einer Zeit, als Norwegen noch dänische Provinz war. Die Zitatauswahl aus den Sagas deutet auf ein erstes norwegisches Nationalbewusstsein hin. Ebenso war Þormóður der erste, der die Existenz einer norwegischen Nation zu legitimieren versuchte.
Sein 2000 Seiten umfassendes Werk gilt als erster Versuch einer Geschichtsschreibung anhand der Sagas und als Brücke zu den neueren Historikern Gerhard Schøning und Peter Andreas Munch. Er wurde deshalb auch Vater der norwegischen Geschichtsschreibung genannt. Dennoch dauerte es Jahrhunderte, bis sich eine norwegische Geschichtswissenschaft etablierte. Sein Mangel an Quellenkritik, insbesondere, dass er an Zauberei glaubte, hat seinem Nachruhm sehr geschadet. Dies überschattete sein Verdienst um eine systematische und methodische Darstellung von Geschichte. Aber nicht nur der Detailreichtum seiner Historia rerum Norvegicarum hat Informationen bewahrt, die andernfalls im großen Brand von Kopenhagen 1728 verloren gegangen wären, sondern auch seine Gewohnheit, die isländischen Manuskripte auf Karmøy zuerst abzuschreiben, bevor er sie nach Kopenhagen sandte. Aus Brandschutzgründen bewahrte er sie nicht in seinem Hause auf, sondern in einem separaten Keller auf dem Hof Stangeland bei Stavanger.
Erst in allerneuester Zeit beginnt man Þormóður Torfason wieder differenzierter zu betrachten.
Von der Thormod-Torfaeus-Stiftung wurde seine lateinische Historia rerum Norvegicarum ins Norwegische übersetzt und 2005 vollständig herausgegeben.

## Werke
- Commentatio historica de rebus gestis Færeyensium seu Færöensium.[sic] Kopenhagen 1695
- Orcades seu rerum Orcadensium historiae libri tres. Kopenhagen 1697
- Series dynastarum et regum Daniae. Kopenhagen 1702
- Historia Hrolfi Krakii inter potentissimos in ethnicismo Daniae reges celeberrimi. Kopenhagen 1705
- Historia Vinlandiae antiquae seu partis Americae septentrionalis. Kopenhagen 1705
- Gronlandia antiqua seu veteris Gronlandiae descriptio. Kopenhagen 1706
- Trifolium historicum seu dissertatio historico-chronologico-critica de tribus potentissimis Daniae regibus Gormo Grandaevo, Haraldo Caerulidente et Sveno Furcatae (seu Admorsae) Barbae. Kopenhagen 1707
- Historia rerum Norvegicarum. 4 Bände, Kopenhagen 1711
  - Erster Teil
  - Zweiter Teil
  - Dritter Teil
  - Vierter Teil